# Фрис, Тор Кристиан Элиас
Тор (Теодор) Кристиан Элиас Фрис (швед. Thore Christian Elias Fries; 1886—1930) — шведский ботаник и миколог.

## Биография
Тор Кристиан Элиас Фрис родился 3 ноября 1886 года в Уппсале в семье лихенолога Теодора Магнуса Фриса и Густавы Анжу.
Высшее образование получил в Уппсальском университете, в 1913 году стал доктором философии (с диссертацией по фитогеографии) и адъюнкт-профессором. С 1917 года Тор Кристиан Элиас работал главой научно-исследовательской станции в Абиску-Эстра. В 1920 году он был назначен куратором Ботанического музея Уппсальского университета. В 1921—1922 Тор вместе со своим братом Робертом Элиасом Фрисом путешествовал по Африке. Обнаруженные ими новые виды были описаны братьями в журнале Svensk Botanisk Tidskrift.
С 1927 года Фрис был профессором ботаники Лундского университета.
Тор Кристиан Элиас Фрис умер 31 декабря 1930 года в городе Умтали в Родезии.

## Некоторые научные работы
- Fries, T.C.E. (1959). Annonaceae. In Engler, A. & Prantl, K. Die Natürlichen Pflanzenfamilien. ed. 2, vol. 17a.